# 加拿大貝爾
加拿大貝爾（英語：Bell Canada，常稱）是一家加拿大電信和傳媒公司，總部位於蒙特利爾。它是現在加拿大曼尼托巴省以東及北部地區主要的電話通信運營商，在西部也有較強的競爭力。其子公司貝爾移動是加拿大三大移動通信供應商之一。
加拿大貝爾成立於1880年，直到1975年為贝尔系统的加拿大子公司。該公司的名稱是為了紀念電話的發明人亞歷山大·格拉漢姆·貝爾而取。